# Exmorrazijl
Exmorrazijl, en frison Eksmoardersyl, est un hameau situé dans la commune néerlandaise de Súdwest Fryslân, en province de Frise.
Exmorrazijl est situé au nord d'Exmorra, dont le hameau dépend, à la confluence du Makkumer Feart et de l'A7.